# Szabadság tér
Der Szabadság tér (deutsch: Freiheitsplatz) ist ein parkähnlicher Platz im zentral gelegenen V. Bezirk (Belváros-Lipótváros) der ungarischen Hauptstadt Budapest. Seine Anlage mit einer Vielzahl von Denkmälern und einer repräsentativen Randbebauung erfolgte ab ca. 1900 auf einem ehemaligen Kasernengelände. Er wurde mehrfach umgestaltet, zuletzt 2003.

## Neugebäude (Újépület)

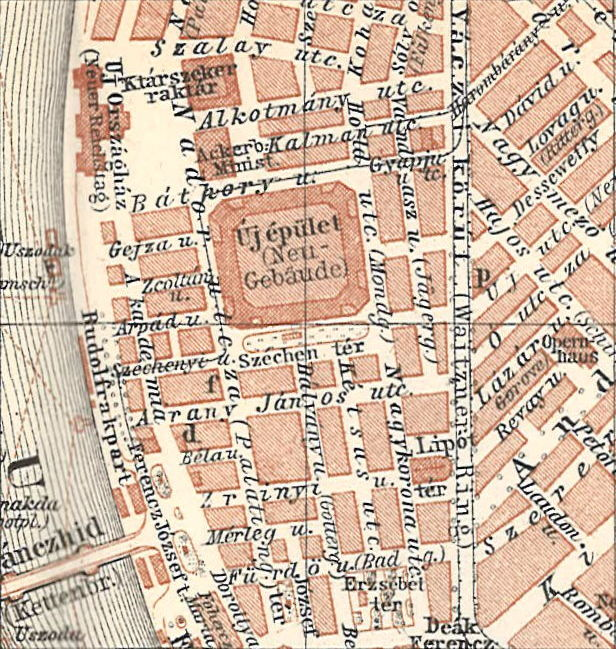
Stadtplan mit dem Neugebäude (Baedeker 1896)

Auf dem Gelände des heutigen Szabadság tér stand bis ins Jahr 1898 das „Neugebäude“ (ungarisch Újépület), ein großer, quadratisch angelegter Kasernenkomplex mit 4 zusätzlichen Gebäuden an den Ecken des Quadrats, die jeweils einen Innenhof umschlossen. Der Bau war ab 1786 im Auftrag des österreichischen Kaisers Joseph II. errichtet worden und wurde im Volksmund als Ungarische Bastille bezeichnet. Von 1793 bis 1796 diente es als Gefängnis für französische Offiziere aus den Kämpfen des Ersten Koalitionskriegs. Ein halbes Jahrhundert später wurden viele Ungarn nach der ungarischen Revolution von 1848 im dortigen Gefängnistrakt eingesperrt oder sogar hingerichtet, wie Lajos Batthyány im Jahre 1849.
Der gesamte Gebäudekomplex, der eine Fläche von 22.725,40 Quadratklafter (7,6 ha) umfasste, behinderte zunehmend die weitere städtebauliche Entwicklung der damaligen Leopoldstadt. Um die mit seinem Abriss verbundenen Probleme lösen und die weitere Gestaltung des „Neugebäude-Terrains“, die durchaus kontrovers diskutiert wurde, koordinieren zu können, wurde Ende 1891 eine gemischte Kommission gebildet, der Vertreter des städtischen Ingenieur-Amtes und des Baurates angehörten. Während erstere vor allem aus finanziellen Erwägungen heraus – für die Überlassung der Kaserne forderte die Regierung anderweitige Ersatzbauten auf Kosten Budapests – eine vollständige Einbeziehung des frei werdenden Baugrunds in das vorhandene Straßennetz forderten, favorisierten letztere die Einrichtung eines weiteren Stadtplatzes. Anfang Februar 1892 verabschiedete die Kommission unter Leitung ihres Präsidenten Baron Frigyes Podmaniczky – weitere Mitglieder waren u. a. der Vizebürgermeister Gerlóczy, der Baudirektor Lech sowie die Bauräte Graf Lajos Tisza und Josef Pucher – eine Kompromissvariante. Danach war für den zentralen Teil des „Neugebäude-Terrains“ eine parkähnliche Platzanlage vorgesehen. Einige Parzellen sollten öffentlichen Zwecken vorbehalten bleiben, und die parzellierte Restfläche stand zum Erwerb durch Investoren bereit, womit die Finanzierung der Ersatzkasernen gesichert werden sollte. Im Ergebnis der weiteren Verhandlungen zwischen der Stadtbehörde, dem Baurat sowie den Ministerien des Innern und der Finanzen kam es am 22. Oktober 1897 zum Erwerb des Neugebäudes durch die Stadt Budapest. Es wurde danach innerhalb von ca. sechs Monaten abgerissen. Einen großen Teil der freiwerdenden Fläche nahm nun der geplante neue, parkähnliche Platz ein, an dessen Rand repräsentative Gebäude errichtet wurden.

## Bebauung ab 1900

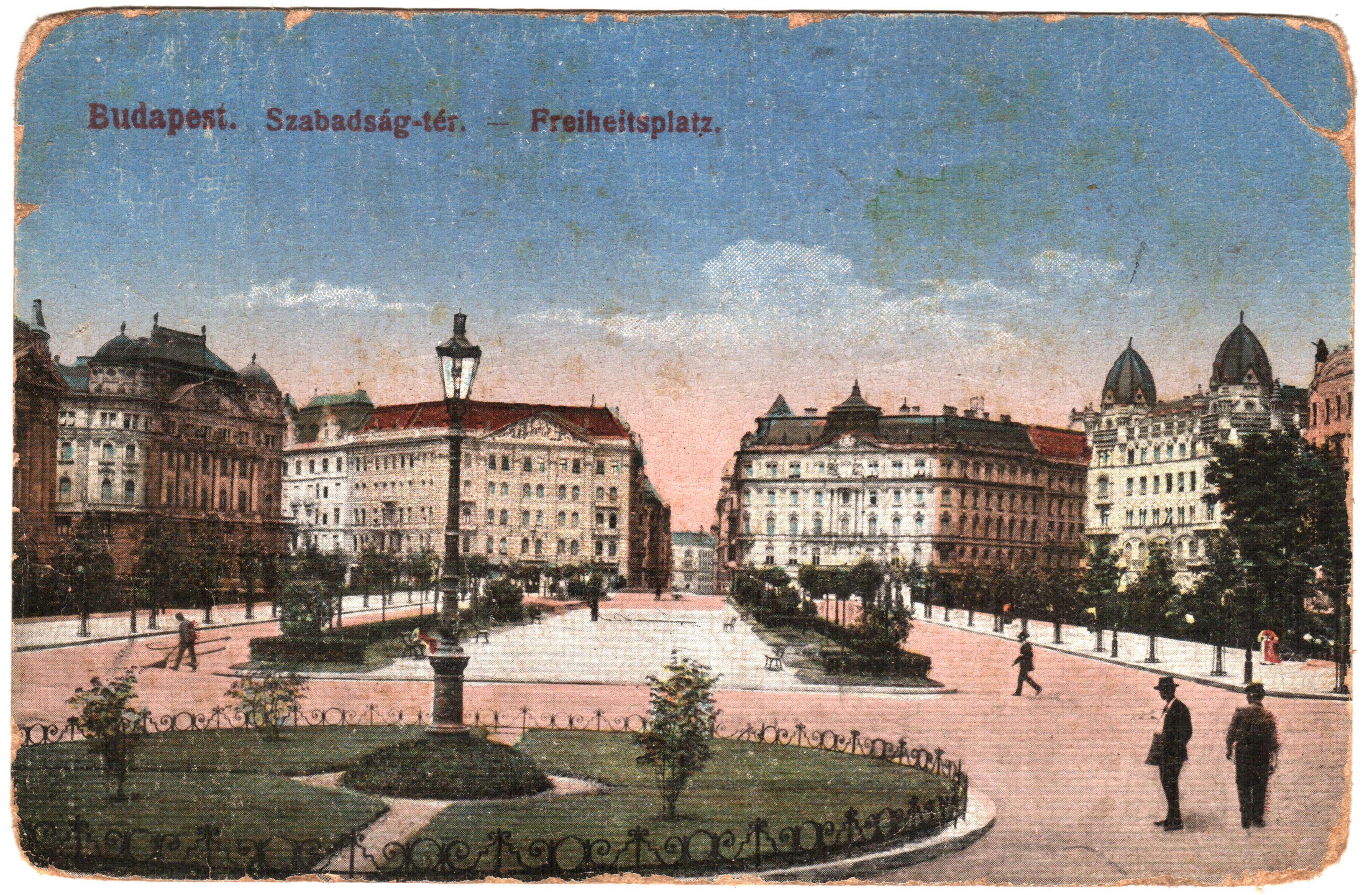
Szabadság tér (Postkarte um 1900)

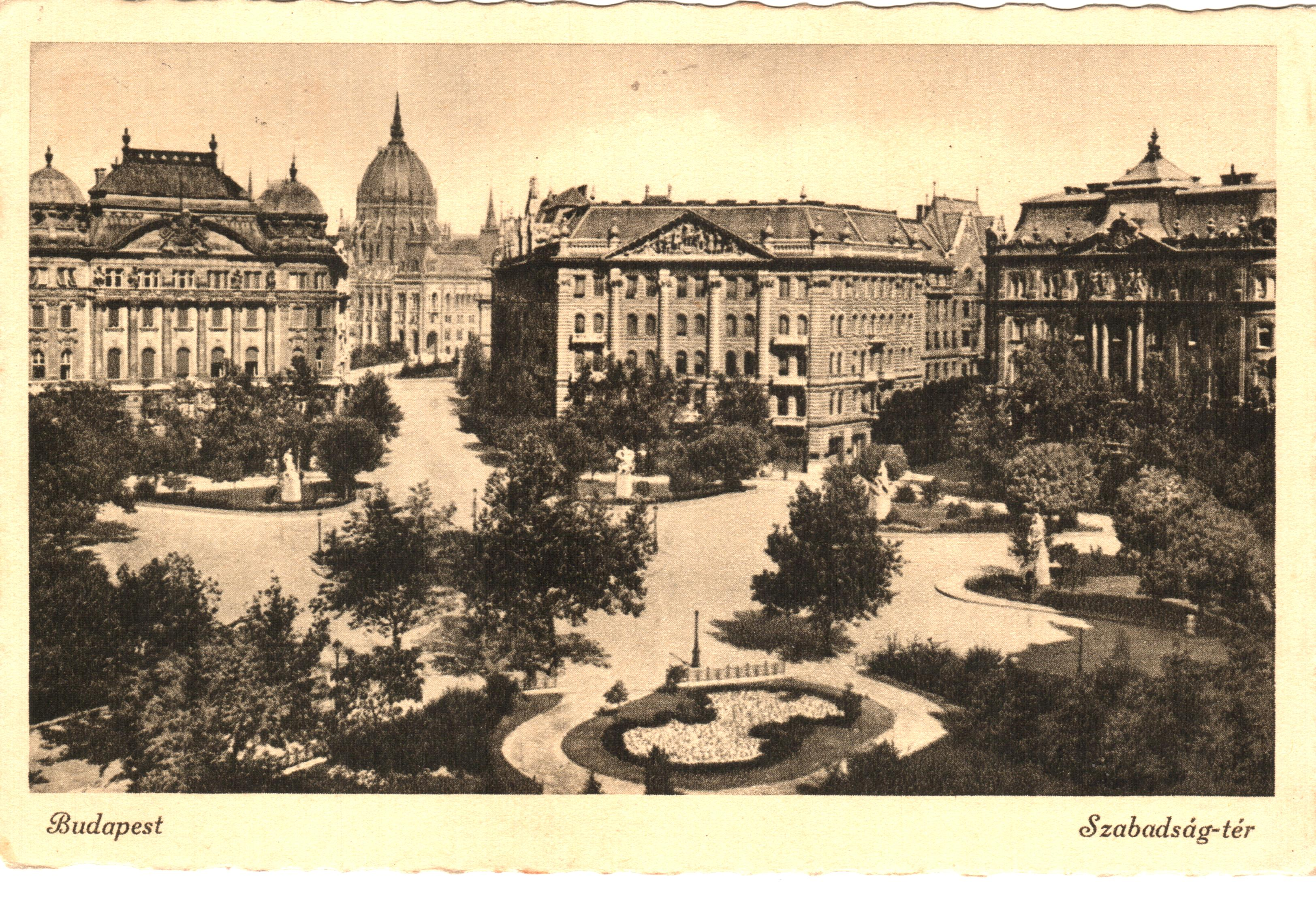
Nordteil des Szabadság tér mit den Statuen für die verlorenen ungarischen Gebiete (Postkarte um 1940)

Der Szabadság tér weist heute eine Mischung aus Geschäfts- und Wohnbebauung mit weit überwiegend älterer Bausubstanz aus der Zeit der ursprünglichen Bebauung um und kurz nach 1900 auf. Neben dem Hauptsitz der Ungarischen Nationalbank befindet sich hier die Botschaft der USA, die seit 1935 in dem 1900 für die ungarische Handelskammer errichteten Gebäude residiert. Mehrere Gebäude sind im Stil des Historismus gestaltet worden. Hier sind zunächst die Nationalbank (1902–1905, Nr. 8–9) und der ehemalige, neoklassizistische, mit Jugendstil-Dekorationen verzierte Börsenpalast (1902–1905), der von 1957 bis 2009 den Sitz des Ungarischen Fernsehens beherbergte, zu nennen. Bei beiden Bauten hatte sich Ignác Alpár in Architekturwettbewerben mit seinen historisierenden Entwürfen gegen Ödön Lechner, den Initiator der modernen ungarischen Architektur im Jugendstil in Verbindung mit Motiven der Volkskunst, durchgesetzt, dessen Postsparkassen-Gebäude 1899 bis 1901 in der Hold utca 4, einer Parallelstraße des Szabadság tér, realisiert worden war. Zwei weitere neobarocke Gebäude stammen von Arthur Meinig: der von 1900 bis 1902 errichtete Palast der ehemaligen ungarischen Seereederei Adria (Nr. 16) und der Lázár-Dungyerszky-Palast (1903, Nr. 14), heute ein Geschäftshaus, das 2010 von La Générale Société Immobilière Magyarország erneuert wurde. Andere Gebäude am Freiheitsplatz zählen zum Jugendstil, wie das von Imre Sváb entworfene Sváb-ház (Nr. 13, 1900–1901) oder die schon erwähnte US-Botschaft.
Auf dem Platz befinden sich Statuen für den US-Präsidenten Ronald Reagan von István Máté und den US-General Harry Hill Bandholtz von Miklós Ligeti. Unweit der US-amerikanischen Botschaft befindet sich im Nordteil des Platzes auch eine repräsentative Denkmalanlage für die Befreiung Ungarns von der nationalsozialistischen Besatzung im Zweiten Weltkrieg durch die Rote Armee, die beim Ungarischen Volksaufstand der Staatssymbole der UdSSR beraubt wurde und für die in jüngerer Zeit wiederholt Abrisspläne – allerdings ergebnislos – diskutiert worden waren. Vor dem Zweiten Weltkrieg standen in diesem Bereich vier 1921 aufgestellte Statuen. Diese versinnbildlichten die Himmelsrichtungen, in denen die Gebiete liegen, die Ungarn im Ergebnis des Ersten Weltkriegs nach dem Vertrag von Trianon 1920 an die übrigen Nachfolgestaaten der Donaumonarchie verloren hatte; sie waren entworfen worden von János Pásztor (Osten), István Szentgyörgyi (Süden), Ferenc Sídlo (Westen) und Zsigmond Kisfaludi Strobl (Norden) – siehe die Postkarte.
Schließlich wurde an der Südseite des Platzes 2014 ein Denkmal für die Opfer der 1944 erfolgten NS-Besetzung Ungarns von Péter Párkányi eingeweiht, das in der ungarischen Öffentlichkeit und der Opposition umstritten ist. Kritiker werfen der ungarischen Regierung, insbesondere Viktor Orbán, Geschichtsfälschung vor, da Ungarn als Opfer dargestellt werde, obwohl es als Verbündeter Deutschlands im Zweiten Weltkrieg kämpfte. Bereits vor dem Bau demonstrierten Menschen gegen die Errichtung des Denkmals. Die Budapester Bürger errichteten aus Protest ein eigenes Denkmal in Form eines Zauns mit Gegenständen, Bildern und Informationen zur Rolle Ungarns im Zweiten Weltkrieg.

## Galerie

Gebäude
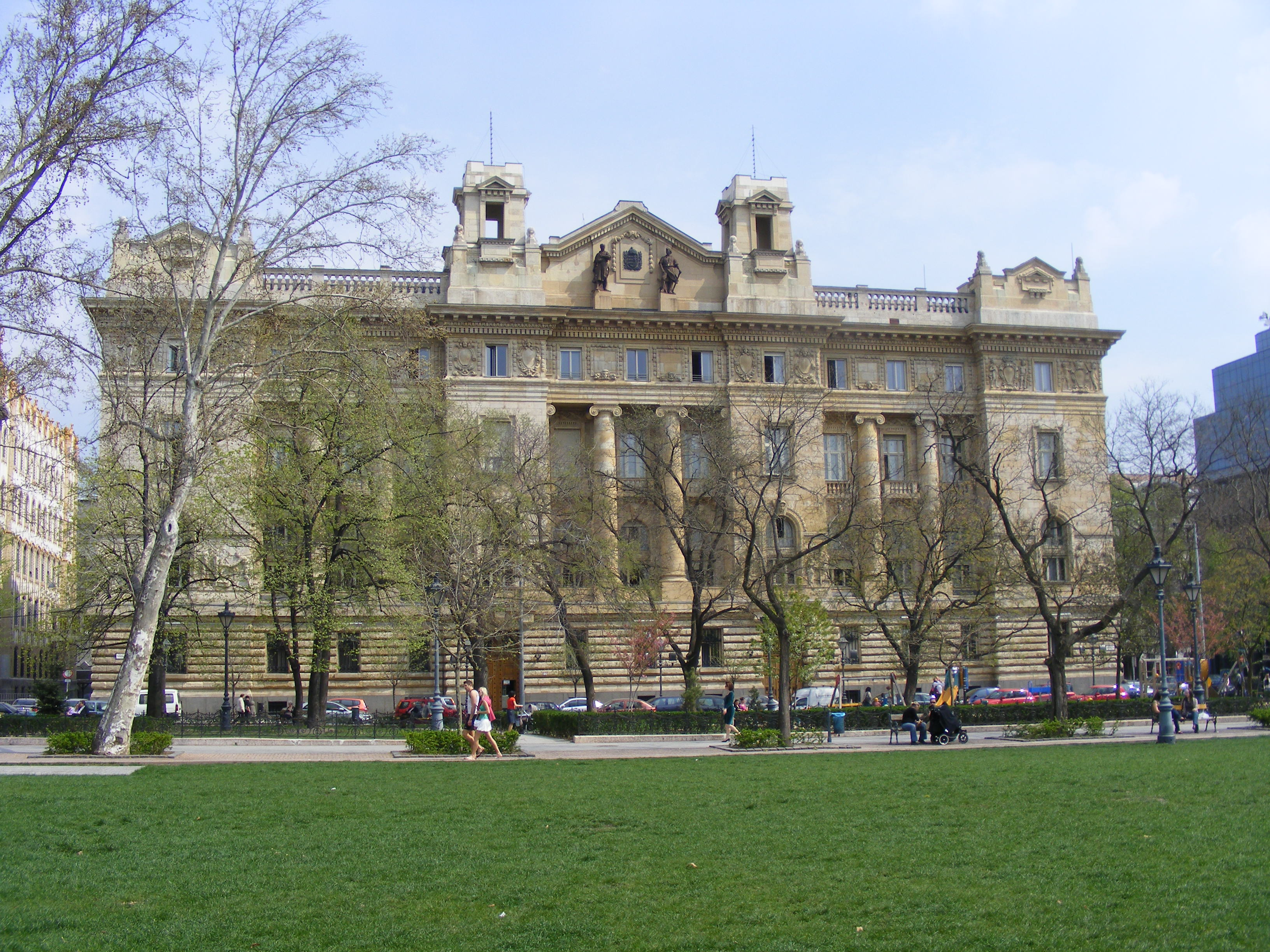
Ungarische Nationalbank (Nr. 8–9)
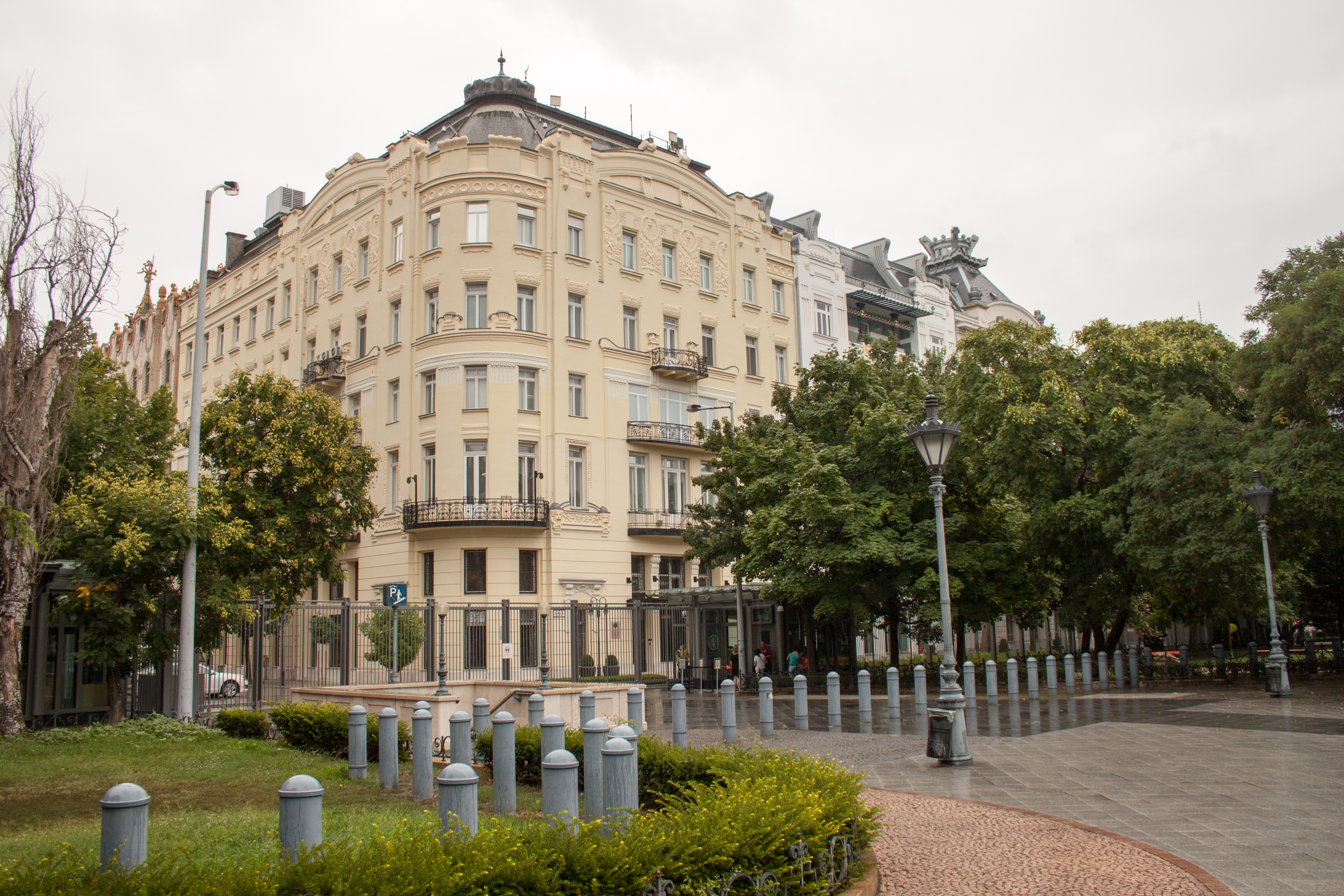
USA-Botschaft (Nr. 12)
Sváb-ház (Nr. 13)
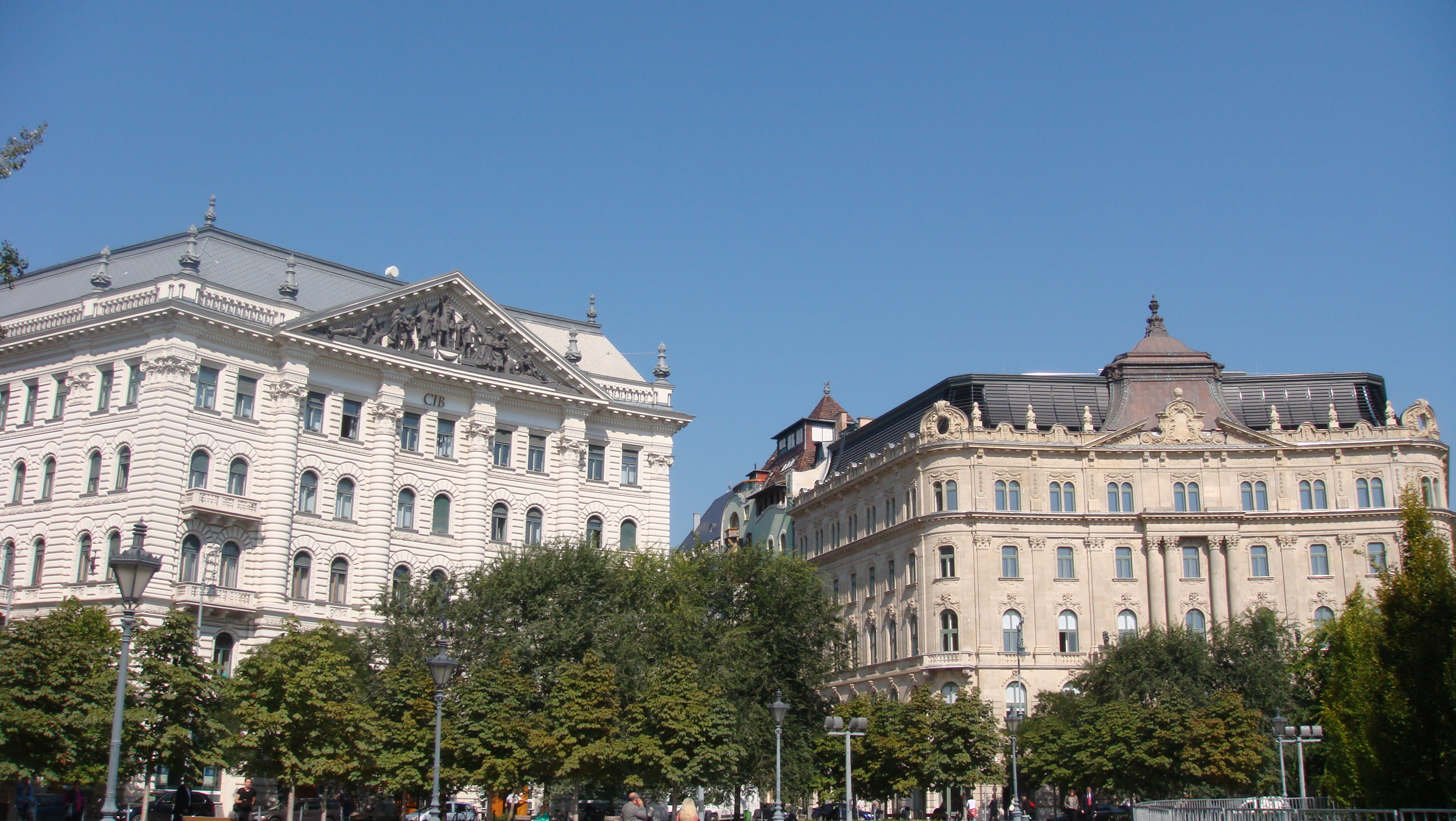
Dungyerszky-Palast (Nr. 14, rechts), CIB Bank (Nr. 15, links)
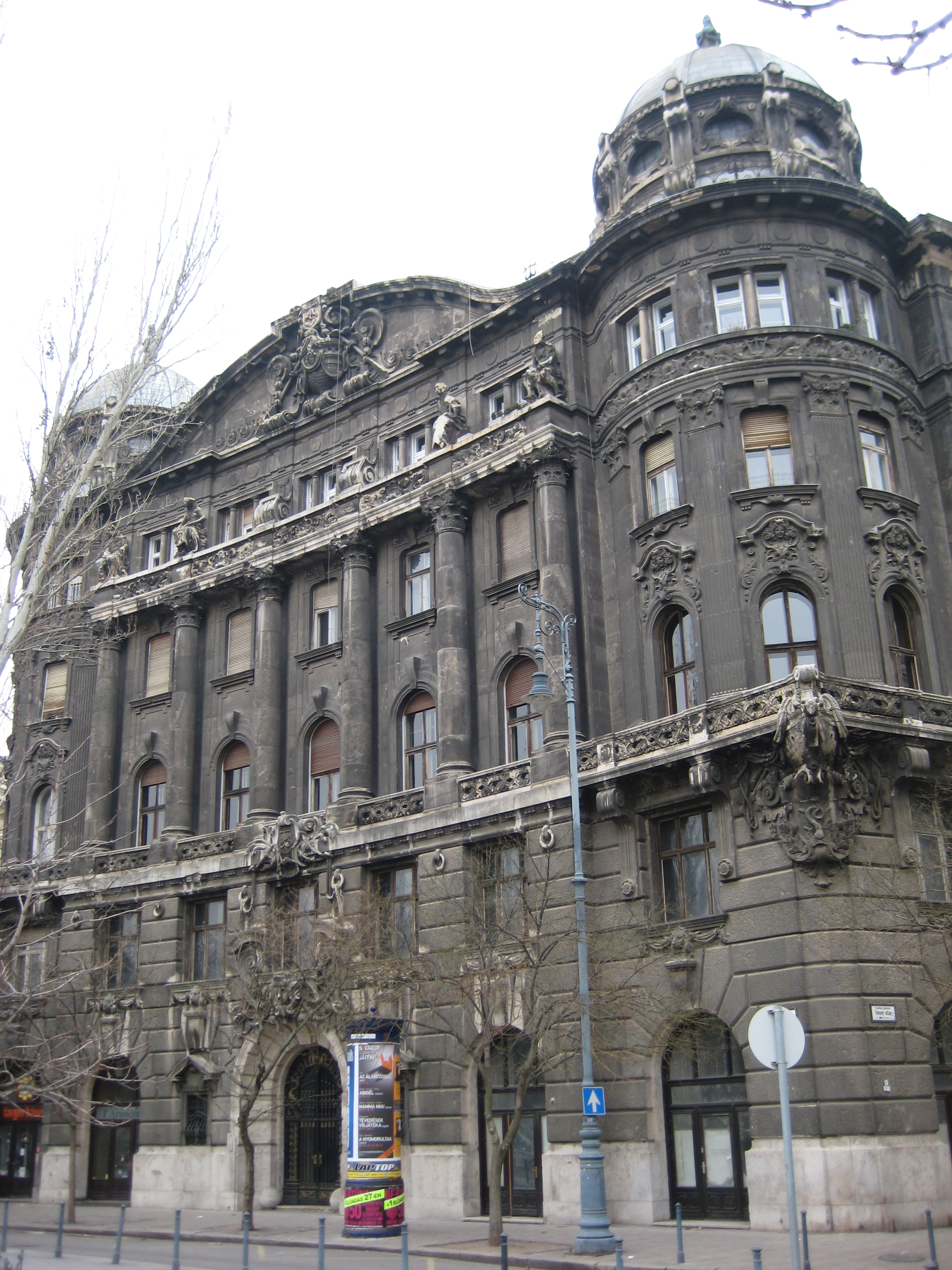
Adria-Palast (Nr. 16)
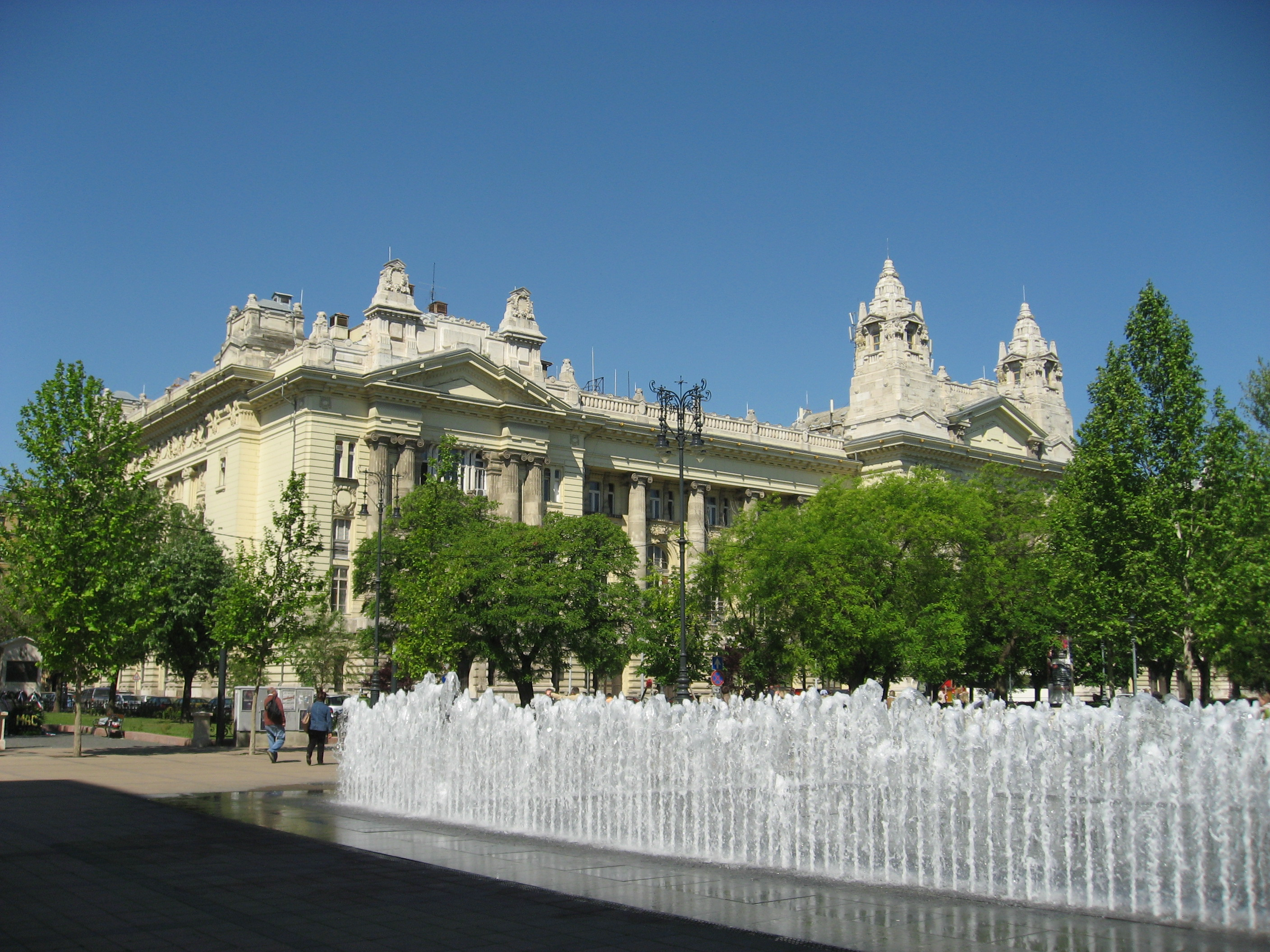
Ehemaliger Börsenpalast (Nr. 17)

Denkmäler
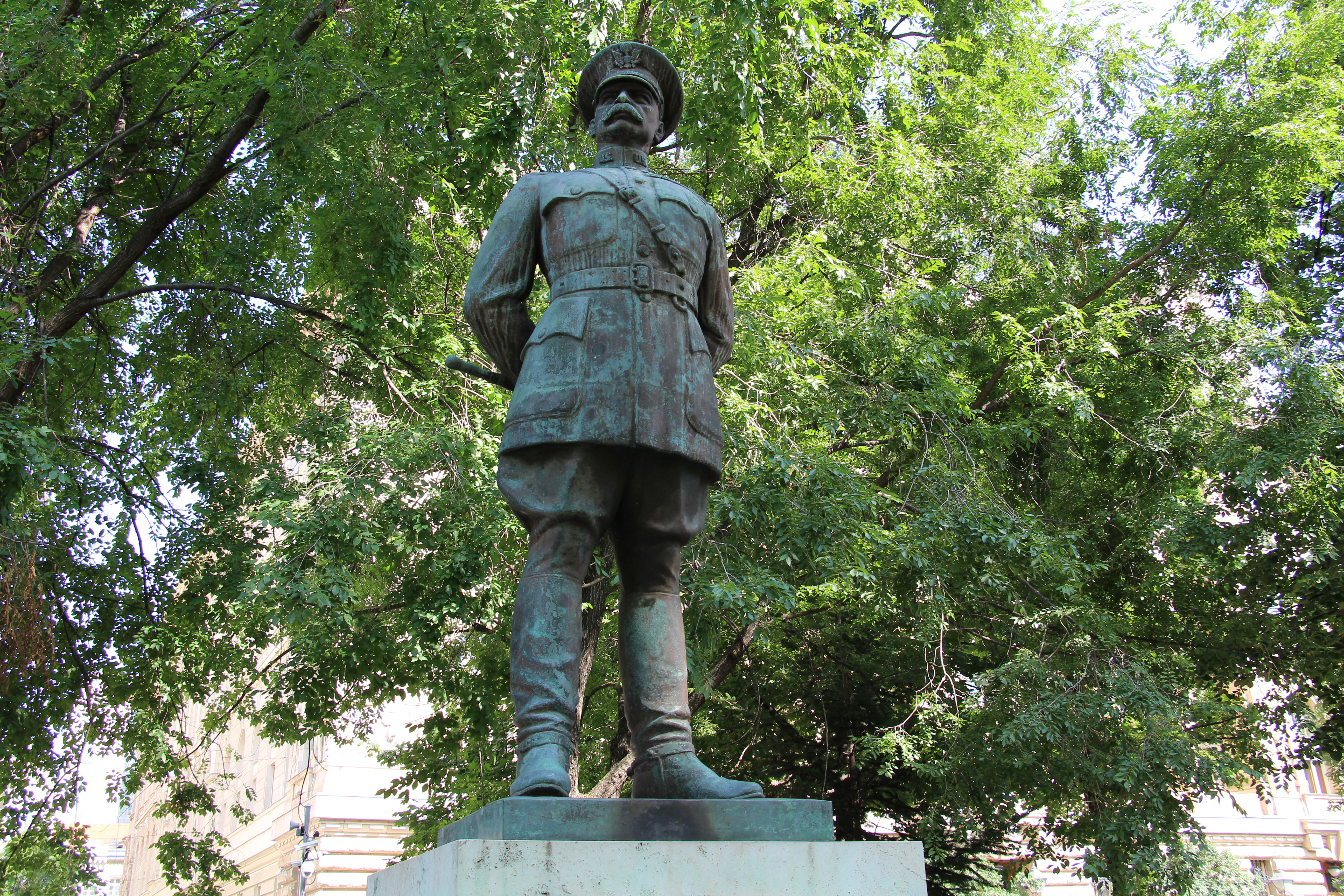
Denkmal für Harry Hill Bandholtz
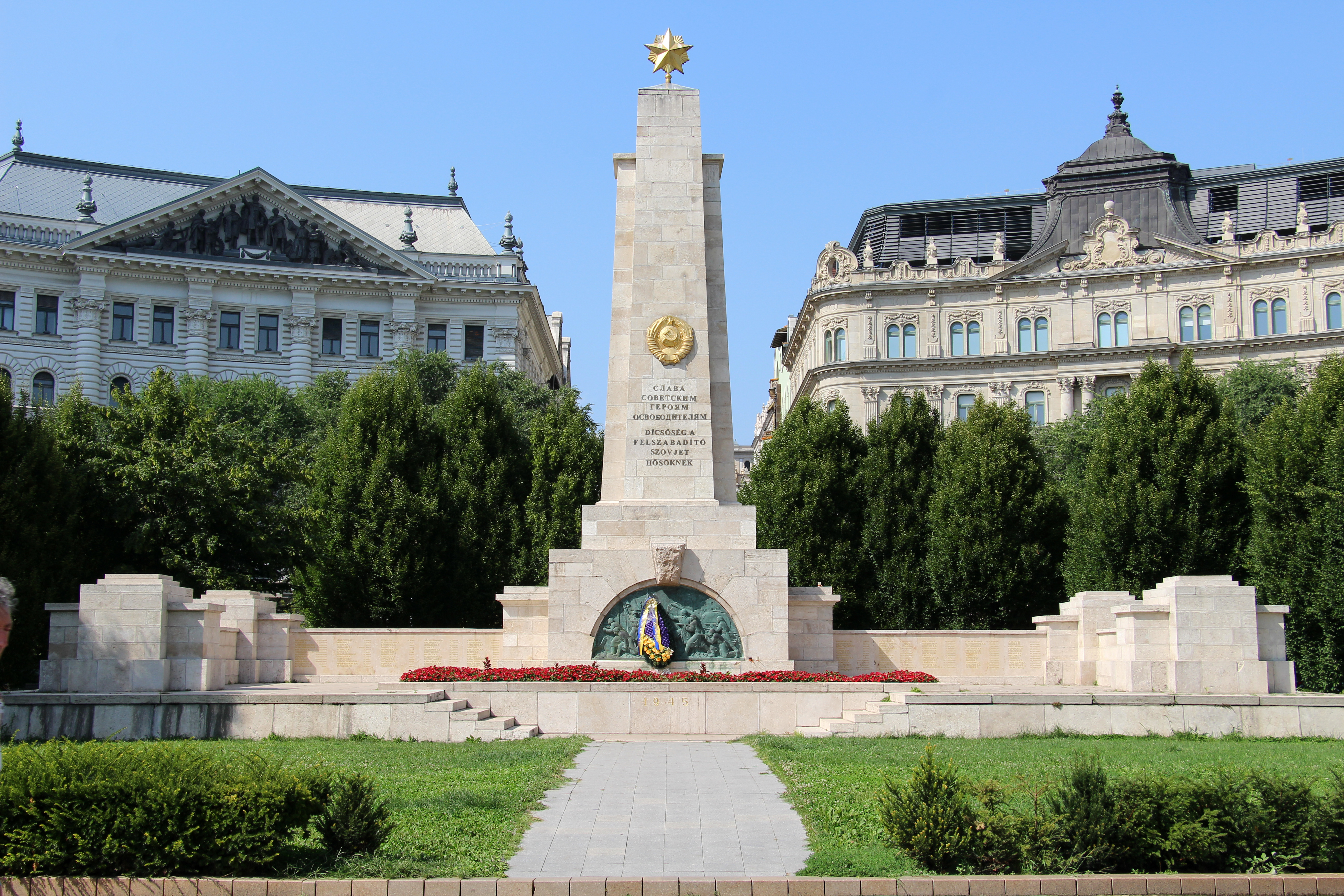
Denkmal für die Befreiung Ungarns von der NS-Besatzung im 2. Weltkrieg durch die Rote Armee
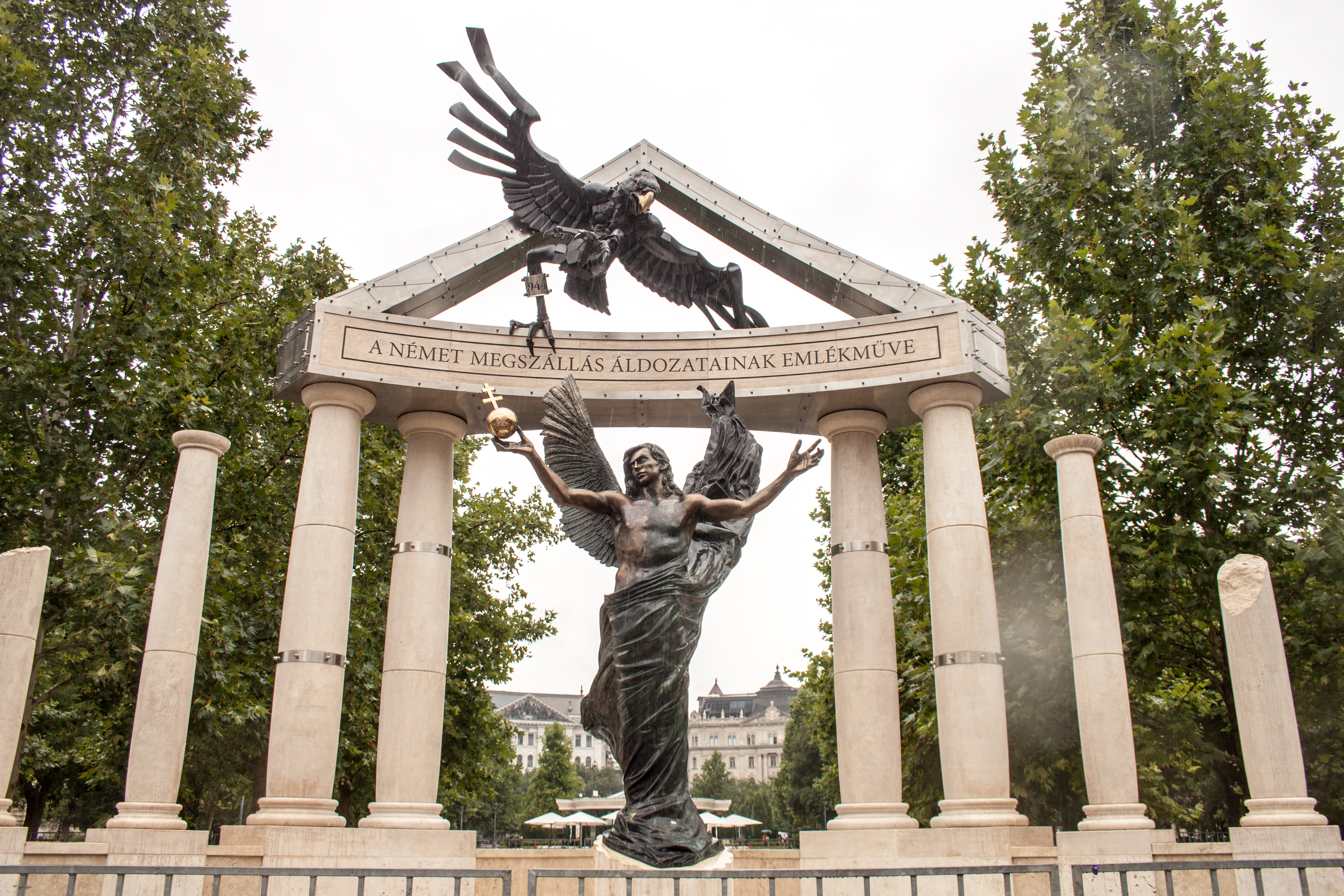
Denkmal für die Opfer der NS-Besatzung im Zweiten Weltkrieg
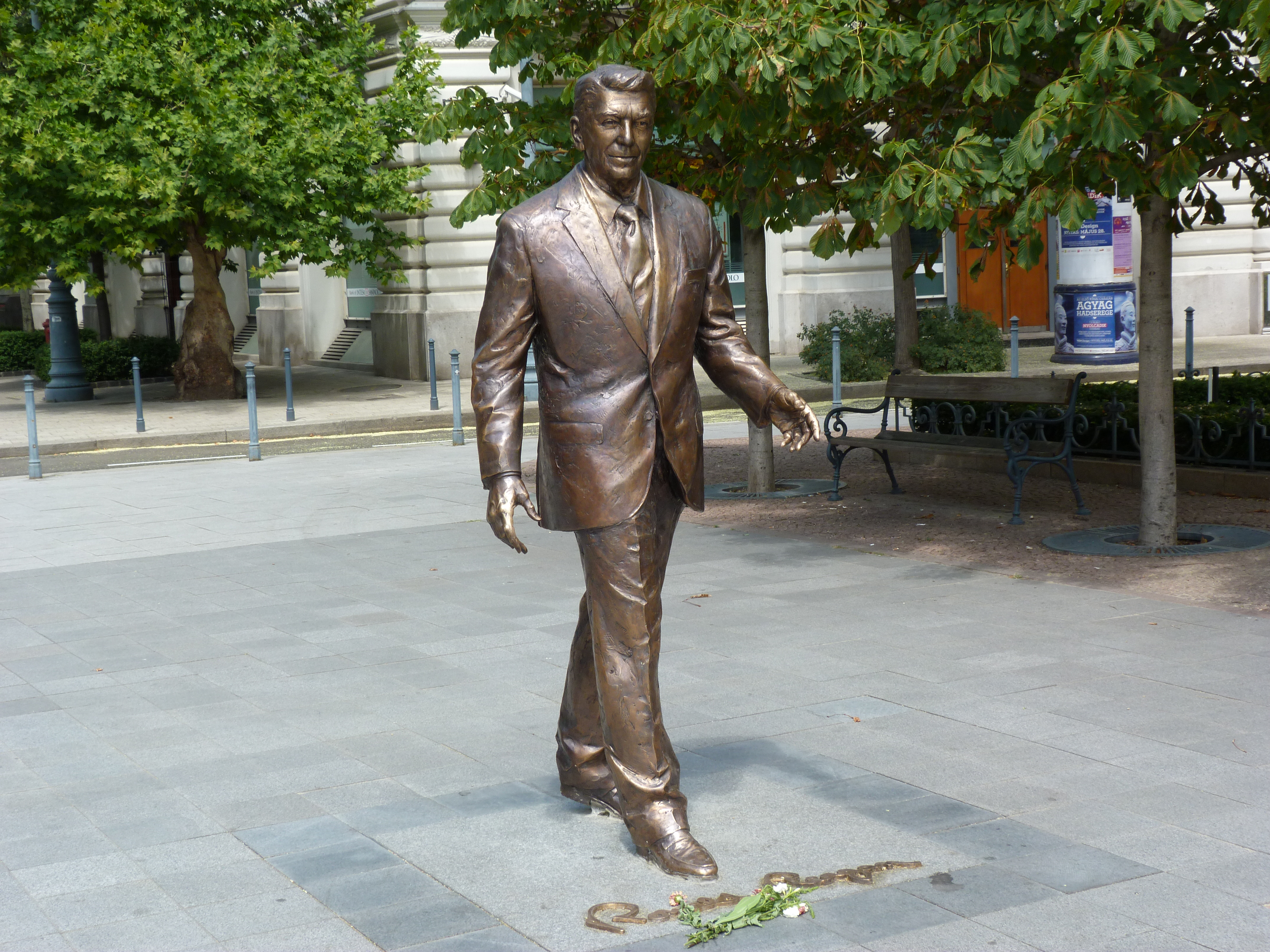
Denkmal für Ronald Reagan

## Straßenanbindung
In den Platz, dessen Grünanlage die umlaufende Straße Szabadság tér vollständig umfasst, münden folgende Straßen:
| Vécsey utca | Honvéd utca                                 | Aulich utca                      |
| Zoltán utca | Kompassrose, die auf Nachbargemeinden zeigt | Perczel Mór utca, Kiss Ernő utca |
|             | Sas utca (ehem.: Adlergasse)                |                                  |

## Öffentlicher Personennahverkehr

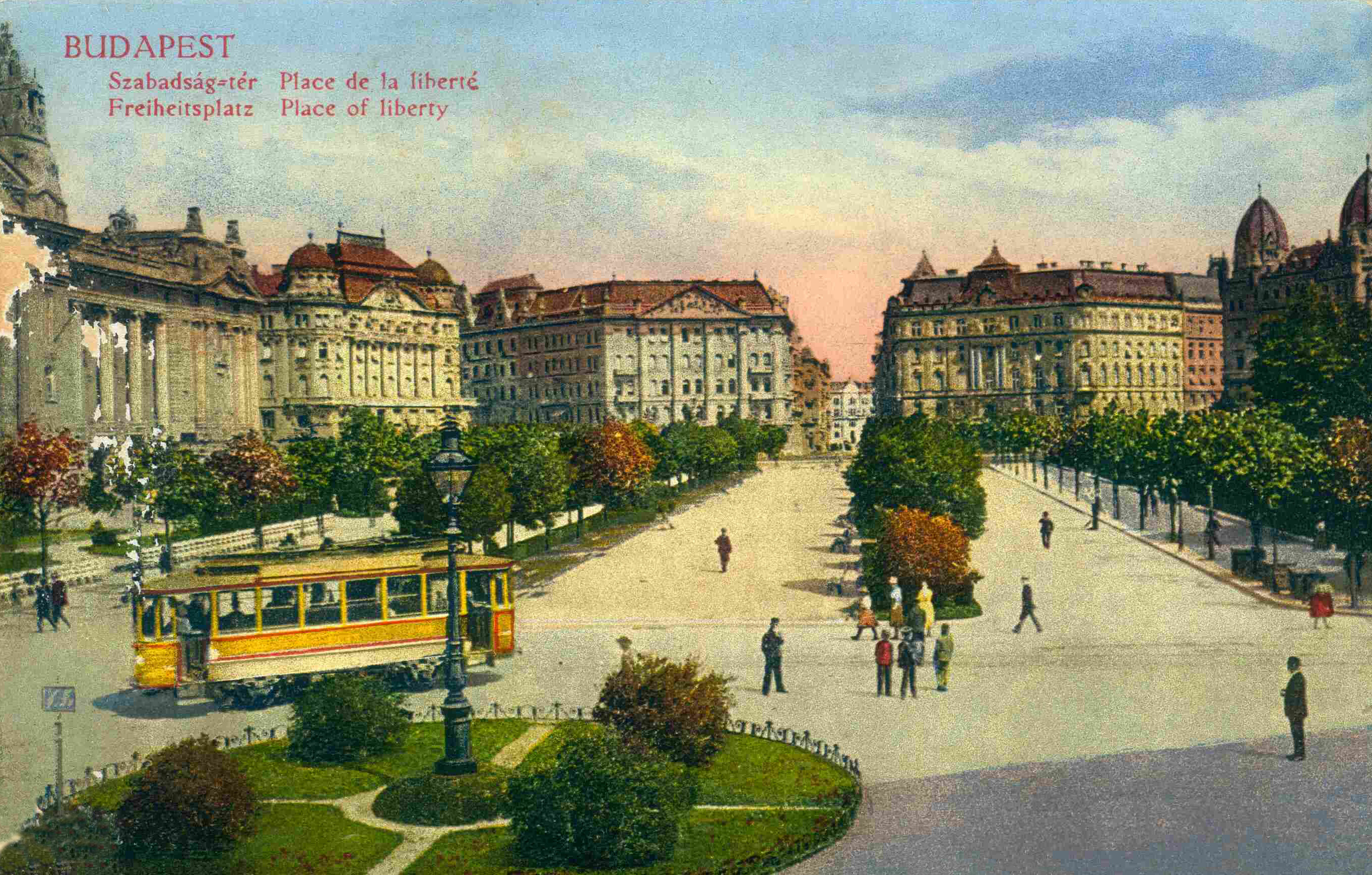
Straßenbahnverkehr auf dem Szabadság tér (Postkarte um 1912)

Die Trasse der Metrólinie M2 (rote Linie) verläuft unter dem Szabadság tér, der südöstlich ihrer Station Kossuth Lajos tér liegt, etwa gleich weit entfernt wie vom Metro-Halt Arany János utca der Metrolinie M3 (blaue Linie). Von 1911 bis 1941 wurde der Szabadság tér an der Südseite von einer Straßenbahnlinie berührt, die vom Ostbahnhof (Keleti pu.) zur Dózsa György út führte. Heute befindet sich die nächste Straßenbahnhaltestelle (Donauufer-Linie 2: Közvágohíd – Jászai Mari tér) nordwestlich des Platzes am Kossuth Lajos tér, gegenüber dem Parlamentsgebäude. Aufgrund seiner zentralen Lage befindet sich in den Straßen rund um den Platz jedoch eine Vielzahl von Busstationen (megállók), der selbst nicht direkt von öffentlichen Verkehrsmitteln angefahren wird. Die nächstgelegenen sind nordöstlich in der Hold utca (Linien 5, 15), südöstlich in der Arany János utca (Trolleybus 72, 73), südlich in der Arany János utca (Hercegprímás utca megálló: 15, 115), westlich in der Nádor utca (Széchenyi utca megálló: 15, 115), nordwestlich am Kossuth Lajos tér (15, 115) sowie nördlich in der Báthory utca (Trolleybus 70, 78) und in der Szemere utca (Batthyány-örökmécses megálló: 15, 115) zu finden.

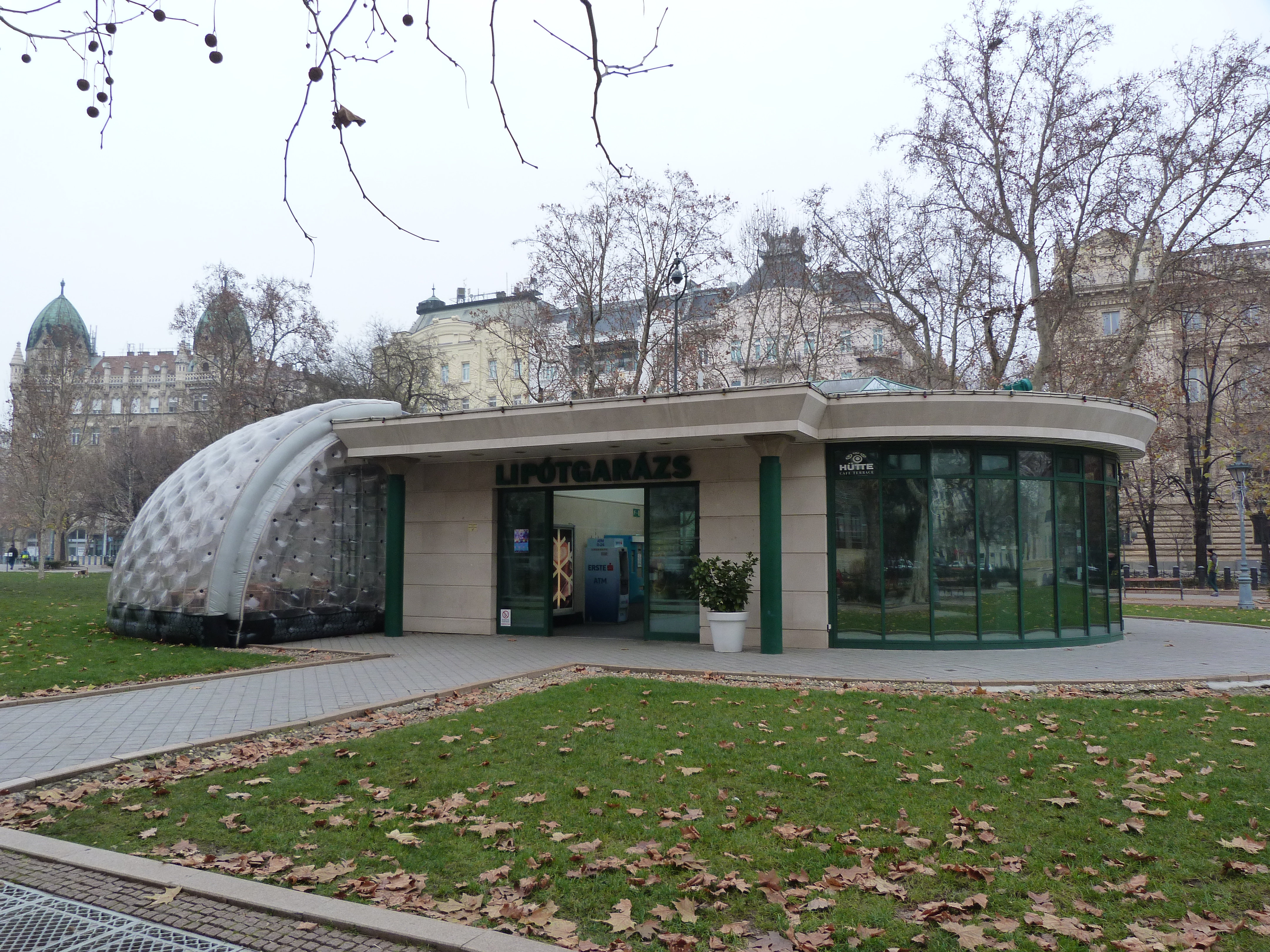
Zugangsgebäude zur Lipót-Tiefgarage

## Lipót-Tiefgarage
Nordwestlich vom Platz, über die Vécsey utca, und an seiner Südseite sind unter diesem auf 4 Ebenen belegene Tiefgaragenstellplätze der Lipót Mélygarázs anfahrbar.

## Rákosi-Bunker

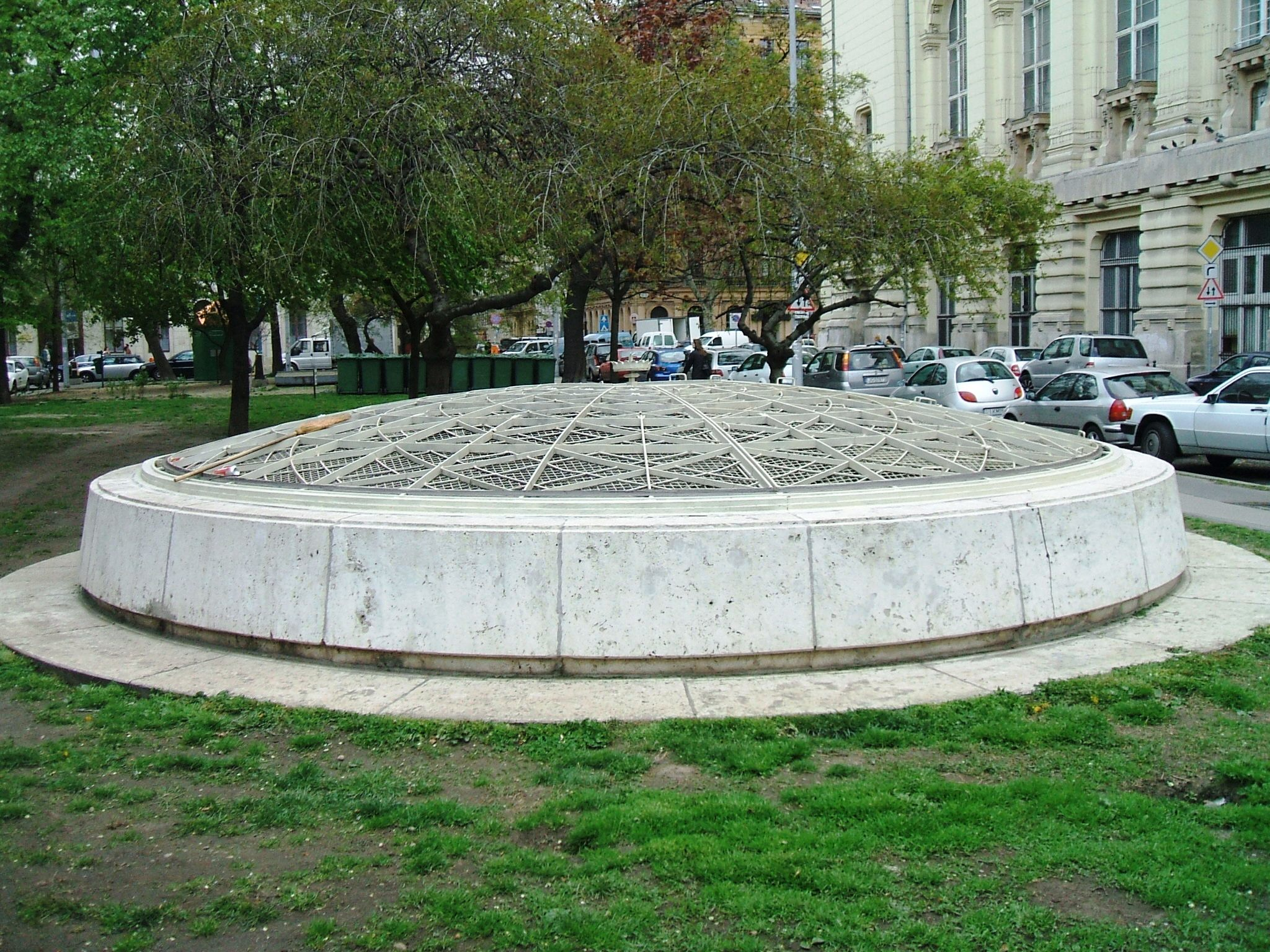
Ventilationsöffnung und Notausgang des Rákosi-Bunkers

Parallel zur Budapester Metrolinie 2 wurde ab 1952 ca. 40 m unter der Erde ein Bunker errichtet, der sich von nordwestlicher in südöstliche Richtung zwischen der Zoltán utca und dem Szabadság tér ausdehnt. Der nach dem stalinistischen Diktator Ungarns, Mátyás Rákosi, benannte und noch heute baulich und technisch, wenn auch in schlechtem Zustand, intakte Bunker verfügt im Südosten über einen unterirdischen Bahnhof und einen 1966 errichteten Anschluss zur Metrolinie 2 und damit auch eine direkte Verbindung an die Fernbahnstrecken über den Ostbahnhof (Keleti pu.). Der Haupteingang zum unterirdischen Tunnelsystem befand sich im Hinterhof der Steindl Imre utca 12 (hinter dem ehemaligen Börsengebäude), der jedoch 2009 abgerissen wurde. Auf dem Szabadság tér ist noch eine abgedeckte Ventilationsöffnung als Notausgang zu sehen.